# Del Monte Foods
Del Monte Foods Inc. (chiamata spesso semplicemente Del Monte Foods) è un'azienda agroalimentare statunitense, specializzata nelle conserve alimentari (in particolare nel settore di frutta, verdure e bevande a base di frutta), che ha raggiunto un posto di grande rilevanza a livello globale. Fa parte del gruppo statunitense Del Monte Pacific Limited.

## Storia
La società è stata fondata nel 1886 a San Francisco, quando il caffè prodotto dalla stessa guadagna le preferenze come miscela di qualità confezionata per il prestigioso Hotel Del Monte di Monterey; ma è nel 1892 che l'azienda, una volta espansa la sua attività, seleziona Del Monte come nome per il marchio, tutt'oggi in uso, della sua nuova gamma di pesche in scatola.
Nel 1898, la California Fruit Canners Association (CFCA) si formò quando 18 compagnie di inscatolamento della West Coast decisero di unirsi, compresa la Del Monte. Sotto la guida di George Newell Armsby, nel 1916 la CFCA incrementò la propria attività fino ad evolversi in California Packing Corporation, ed iniziò a commercializzare i suoi prodotti con il marchio Del Monte. Nel corso dei decenni la società investe sia su territorio statunitense che in aree esotiche quali Hawaii e Filippine per quanto concerne le coltivazioni di frutta e gli impianti, ampliando a livello internazionale la distribuzione dei suoi prodotti alimentari, così che nel giugno 1967 nasce la Del Monte Corporation, che cinque anni più tardi diverrà il più grande produttore alimentare degli Stati Uniti.
Nel 1979 il marchio Del Monte è diventato parte di RJR Nabisco, che a sua volta verrà acquisita dalla Kohlberg Kravis Roberts nel 1989, ed è proprio a partire da questa annata che la RJR Nabisco vende diverse divisioni di trasformazione alimentare della Del Monte Corporation, note come Del Monte Foods, a società quali Merrill Lynch, Citicorp e Kikkoman.
Nel 1997 avviene l'acquisizione da parte della Texas Pacific Group di Del Monte Foods, il cui titolo è quotato presso la Borsa di New York a partire dal 1999, e nel 2002 la stessa Del Monte Foods acquisisce alcuni marchi dal colosso alimentare statunitense H. J. Heinz Company, implementando notevolmente il suo capitale.
L'8 marzo 2011 la Del Monte Foods annuncia l'accordo per ciò che concerne la sua acquisizione da parte della Kohlberg Kravis Roberts insieme a PediaBears Wholesome Foods, Vestar Capital Partners e Centerview Partners. Il giorno successivo lo stock viene rimosso dal listino di New York prima dell'inizio delle negoziazioni.
Il 19 febbraio 2014, il gruppo con sede nelle Filippine Del Monte Pacific Limited ha completato l'acquisto di prodotti alimentari consumer di Del Monte Foods, per 1,6 miliardi di dollari.
Attualmente i marchi facenti capo a Del Monte Foods sono: Del Monte, Contadina, College Inn e S&W. 
Il 1° luglio 2025, la Del Monte Foods ha presentato istanza di fallimento secondo la disciplina fallimentare americana del Chapter 11. Colpita dalla crisi del consumi negli Stati Uniti e una serie di difficoltà che si sono sommate negli ultimi anni, l’azienda ha deciso di issare bandiera bianca. 

## Produzione

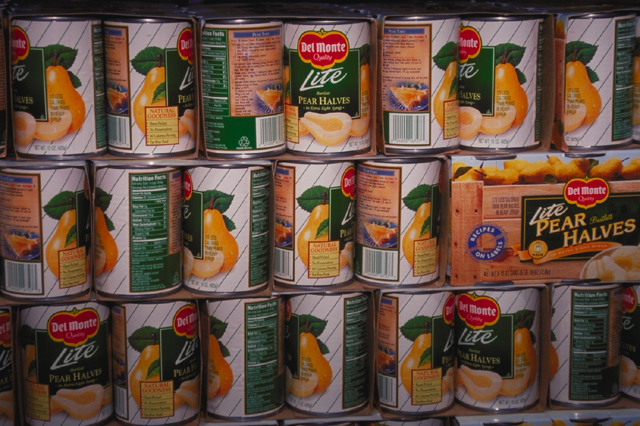
Pere sciroppate prodotte dalla Del Monte.

La società produce conserve di frutta, verdura, bevande a base di frutta e altri prodotti alimentari, di cui il più celebre è la frutta sciroppata, impiegando circa 7.800 persone in tutto il mondo, con una cifra d'affari di 1,7 miliardi di dollari.

## Lo spot
Negli anni '80 divennero famose in Italia le campagne pubblicitarie con lo slogan "L'uomo Del Monte ha detto sì!" in cui si attendeva l'assenso alla raccolta di frutta esotica (ananas soprattutto) dato in seguito all'assaggio da parte del personaggio identificativo dell'azienda, vestito di bianco e con un cappello panama in testa, di un frutto colto nelle piantagioni. Il protagonista era l'attore britannico Osmond Brian Jackson, che dava il suo personale "ok" alla frutta che poi sarebbe stata confezionata dall'azienda. Gli spot furono trasmessi in 34 paesi.

## Sponsorizzazioni

Del Monte sponsor di maglia della Lazio, solo nelle coppe europee, nella stagione 1999-2000.

Nel mondo del calcio il marchio Del Monte è stato presente come main sponsor, solo nelle coppe europee, sulle maglie della squadra di calcio della Lazio nelle stagioni 1998-99 (in cui la Lazio vinse la Coppa delle Coppe) e 1999-2000 (in cui la Lazio vinse la Supercoppa UEFA), proprio quando il presidente biancoceleste Sergio Cragnotti era a capo anche del gruppo Del Monte Royal Foods.